# Sabine Laruelle
Sabine Laruelle (Hoei, 2 juni 1965) is een Belgisch politicus voor de MR.

## Levensloop
Laruelle studeerde in 1988 af als landbouwingenieur aan de Faculté universitaire des sciences agronomiques de Gembloux. Van 1992 tot 1999 was ze kabinetsmedewerker bij Waals minister Guy Lutgen en van 1999 tot 2000 voorzitter van de Franstalige landbouworganisatie Alliance Agricole belge. Van 2001 tot 2003 was Laruelle secretaris-generaal van de Waalse boerenbond Fédération Wallonne de l'Agriculture.
Nadat ze bij de verkiezingen van 2003 voor de kieskring Luik verkozen werd in de Kamer van volksvertegenwoordigers, werd Laruelle op 12 juli 2003 minister van Middenstand en Landbouw in de regering-Verhofstadt II. Toen Armand De Decker in 2007 zijn ministermandaat stopzette, werd Laruelle ook bevoegd voor diens verantwoordelijkheid voor Ontwikkelingssamenwerking. In de regering-Verhofstadt III, die in december 2007 werd geïnstalleerd, werd zij benoemd tot minister van Economie en Landbouw. Op 20 maart 2008 legde zij de eed af in de Regering-Leterme als minister van Kmo's en Zelfstandigen, Landbouw en Wetenschapsbeleid. Zij behield deze bevoegdheden bij het aantreden van de Regering-Van Rompuy, Regering-Leterme II. In de Regering-Di Rupo werd wetenschapsbeleid bij Paul Magnette ondergebracht. Laruelle behield wel haar andere bevoegdheden.
In oktober 2013 kondigde ze haar politieke afscheid aan, dus kwam ze niet meer op bij de verkiezingen van 2014. Van 2006 tot 2014 was ze eveneens gemeenteraadslid van Gembloers.
Na haar vertrek uit de politiek was ze van 2014 tot 2019 ondervoorzitter van Euro Consultants, een consultancybureau gespecialiseerd in projectmanagement en Business Development. In 2017 ging ze ook werken bij de adviesgroep LS Advice en van februari 2018 tot mei 2019 was ze adviseur op het kabinet van Waals minister Pierre-Yves Jeholet. Ook zetelde ze tot januari 2018 in de raad van bestuur van Carrefour. en van 2017 tot 2019 regeringscommissaris van de Waalse Regering bij arbeidsbemiddelaar Forem.
In 2019 stapte ze opnieuw in de politiek en werd ze bij de Waalse verkiezingen MR-lijsttrekker in het arrondissement Namen. Laruelle raakte verkozen in het Waals Parlement en het Parlement van de Franse Gemeenschap met 13.909 voorkeurstemmen en zetelde er tot in juni 2024. Van december 2022 tot aan het einde van haar mandaat was Laruelle ondervoorzitter van het Waals Parlement. 
Ook werd ze door haar partij als deelstaatsenator naar de Senaat gestuurd. Op 18 juli 2019 werd ze verkozen tot voorzitter van de Senaat, wat ze bleef tot in oktober 2020. Vervolgens was ze tot december 2022 lid van het bureau van de Senaat.
Toen de federale regeringsvorming in 2019-2020 in februari 2020 in het slop was geraakt, benoemde koning Filip Laruelle als Senaatsvoorzitter tot koninklijk opdrachthouder, samen met Kamervoorzitter Patrick Dewael. Hiermee werd Laruelle de eerste vrouw in de geschiedenis van België die met een koninklijke opdracht wordt belast in het kader van een regeringsvorming. In maart 2020 kon het duo hun opdracht met succes afronden; de zetelende regering van lopende zaken werd een tijdelijke minderheidsregering en kreeg voor zes maanden volmachten om de coronacrisis aan te pakken. Nadat in oktober 2020 de volwaardige meerderheidsregering De Croo tot stand kwam, diende Laruelle het voorzitterschap van de Senaat af te staan aan Stephanie D'Hose.
Laruelle was bij de federale verkiezingen van juni 2024 lijstduwer van de MR-lijst in Namen, maar ze werd niet verkozen.